# NGC 7149
NGC 7149 est une vaste galaxie lenticulaire située dans la constellation de Pégase. Sa vitesse par rapport au fond diffus cosmologique est de 8 255 ± 43 km/s, ce qui correspond à une distance de Hubble de 121,8 ± 8,6 Mpc (∼397 millions d'al). NGC 7149 a été découverte par l'astronome prussien Heinrich Louis d'Arrest en 1865.